# Ralf Edström
Ralf Edström (Degerfors, 7 ottobre 1952) è un ex calciatore svedese.

## Carriera

### Club
Cresciuto nel club della sua città nativa, il Degerfors IF, Edström esordì in massima serie nel 1971 con la maglia dell'Åtvidabergs FF. Dopo aver vinto il primo anno la coppa nazionale, Edström vinse due campionati consecutivi nelle stagioni 1972 e 1973 ottenendo il titolo di capocannoniere nella prima stagione, nonché il Guldbollen, premio assegnato al miglior calciatore svedese nell'anno solare.
I risultati ottenuti da Edström in campionato attirarono l'interesse del PSV, che lo acquistò all'inizio della stagione 1973-74. Anche nei Paesi Bassi Edström continuò a confermarsi tra i migliori calciatori svedesi in circolazione ottenendo per tre anni consecutivi (1973, 1974 e 1975) la candidatura al Pallone d'oro e il suo secondo Guldbollen nel 1974. I trofei di club vinti in quel periodo da Edström con la maglia del PSV furono due coppe nazionali (1974, 1976) e altrettanti campionati, questi ultimi conquistati consecutivamente (1974-75, 1975-76).
Nel 1977 Edström tornò in patria, acquistato dall'IFK Göteborg. Dopo due anni, in cui vinse la sua terza Coppa di Svezia, si trasferì in Belgio nello Standard Liegi, dove vinse un'altra coppa nazionale nel 1981. In quello stesso anno Edström si trasferì in Francia, nel Monaco, con cui vinse, al primo anno di militanza con i monegaschi, il campionato, risultando miglior marcatore della squadra con 15 reti. Chiuse la carriera nell'Örgryte (che lo acquistò nel 1983) al termine della stagione 1985, vincendo il suo terzo titolo di campione di Svezia.

### Nazionale
Esordì in nazionale nel 1972, in occasione di un match contro l'Unione Sovietica conclusosi col risultato di 4-4. Fu convocato fino al 1980, totalizzando in otto anni 40 presenze e 15 gol, partecipando ai Mondiali del 1974 (totalizzando 6 presenze e 4 reti) e del 1978 (tre presenze).

## Palmarès

### Club
- Coppa di Svezia: 2

Åtvidaberg: 1971
IFK Göteborg: 1977
- Campionato svedese: 3

Åtvidaberg: 1972, 1973
Örgryte: 1985
- Campionato olandese: 2

PSV Eindhoven: 1974-1975, 1975-1976
- Coppa dei Paesi Bassi: 2

PSV Eindhoven: 1973-1974, 1975-1976
- Coppa del Belgio: 1

Standard Liegi: 1980-1981
- Campionato francese: 1

Monaco: 1981-1982

### Individuale
- Guldbollen: 2

1972, 1974
- Capocannoniere del campionato svedese: 1

1972